# Santi Fabiano e Venanzio a Villa Fiorelli (titolo cardinalizio)
Santi Fabiano e Venanzio a Villa Fiorelli (in latino: Titulus Sanctorum Fabiani et Venantii ad locum vulgo "Villa Fiorelli") è un titolo cardinalizio istituito da papa Paolo VI il 5 marzo 1973 con la costituzione apostolica Eccleasiae Sanctae. Il titolo insiste sulla chiesa dei Santi Fabiano e Venanzio, sede parrocchiale istituita da papa Pio XI il 10 agosto 1933.
Dal 19 novembre 2016 il titolare è il cardinale Carlos Aguiar Retes, arcivescovo metropolita di Città del Messico.

## Titolari
- Hermann Volk (5 marzo 1973 - 1º luglio 1988 deceduto)
  - Titolo vacante (1988 - 1991)
- Ján Chryzostom Korec, S.I. (28 giugno 1991 - 24 ottobre 2015 deceduto)
- Carlos Aguiar Retes, dal 19 novembre 2016